# Флаг Сергиево-Посадского района
Флаг Се́ргиево-Поса́дского района — официальный символ Сергиево-Посадского муниципального района Московской области Российской Федерации.
Ныне действующий флаг учреждён 31 мая 2006 года и внесён в Государственный геральдический регистр Российской Федерации с присвоением регистрационного номера 2376.
Флаг Сергиево-Посадского муниципального района составлен на основании герба Сергиево-Посадского муниципального района по правилам и соответствующим традициям вексиллологии и отражает исторические, культурные, социально-экономические, национальные и иные местные традиции.

## Описание
«Флаг Сергиево-Посадского муниципального района представляет собой прямоугольное голубое полотнище с отношением ширины к длине 2:3, воспроизводящее в белом, голубом, жёлтом и чёрном цветах фигуры герба: крепостную стену с открытыми воротами, белую башню с церковной главкой и по сторонам от неё два жёлтых бердыша лезвиями к древку».

## Обоснование символики
Флаг Сергиево-Посадского муниципального района разработан с учётом герба, за основу которого взят исторический герб Сергиевского Посада.
Использование композиции исторического герба символизирует преемственность многих поколений людей живших на Сергиевской земле; их единство, основанное на любви к своей малой Родине, заботе о ней и её будущем.
Открытые ворота крепостной стены символизируют на флаге района открытость души местных жителей, их гостеприимство и радушие. Золотые скрепы и запоры на воротах, а также золотой край крепостной стены аллегорически указывают на богатство Сергиево-Посадской земли.
Жёлтый цвет (золото) — символ богатства, стабильности, уважения, солнечного тепла и энергии.
Белый цвет (серебро) — символ чистоты, совершенства, мира и взаимопонимания.
Голубой цвет — символ чести, благородства, духовности, чистого неба и водных просторов.
Чёрный цвет — символ мудрости, скромности, вечности бытия.